# Marcel Dingeon
Pour les articles homonymes, voir Dingeon.
Marcel Dingeon, né à Abbeville (France), le 14 septembre 1891 et mort à Pau (France), le 21 janvier 1941, est un militaire français de la Seconde Guerre mondiale. Capitaine réserviste, il commandait la 5e compagnie du 28e régiment régional et ordonna, le 20 mai 1940, l'exécution sommaire de 21 détenus transférés depuis la Belgique à Abbeville. Cet épisode est connu sous le nom de massacre d'Abbeville,.

## Éléments biographiques
Architecte municipal d'Abbeville, il est mobilisé en 1939 et commande la place d'Abbeville avec sa 5e compagnie. Dans la nuit du 19 au 20 mai 1940, un convoi de trois autocars en provenance de Belgique et contenant 79 personnes arrêtées administrativement sur le territoire belge arrive à Abbeville. Ces personnes sont suspectées d'être des espions ou des collaborateurs potentiels. Manquant de place, il les fait interner dans le sous-sol du kiosque du parc d'Abbeville. Le lendemain, Abbeville essuie de violents bombardements allemands. Sa compagnie est contrainte de décrocher face à l'avance allemande. La question des « espions » belges se fait plus pressante. Sans en avoir lui-même reçu l'ordre, Marcel Dingeon donne oralement l'ordre au lieutenant René Caron de les tuer tous. Les 79 détenus sont extraits du kiosque, par groupes de deux ou de quatre, et amenés devant le peloton d'exécution lorsque le lieutenant Jules Léclabart, constatant qu'aucun ordre écrit n'avait été transmis intervint en disant « Êtes-vous devenus fous ? » et met fin au massacre. 21 détenus, dont une femme, avaient d'ores et déjà été exécuté, certains achevés à coups de crosses et de baïonnettes.
Passé en zone libre, Marcel Dingeon se suicide huit mois plus tard. Il meurt à l'hôpital militaire de Pau, le 21 janvier 1941. En janvier 1942, François Molet, sergent-chef de réserve et son supérieur direct, le lieutenant René Caron, sont jugés par les Allemands pour le massacre d'Abbeville. Ils sont condamnés à mort et exécutés au Mont Valérien, le 7 avril 1942,.